# Rymań (stacja kolejowa)
Rymań – zlikwidowana stacja kolei wąskotorowej w Rymaniu, w województwie zachodniopomorskim, w Polsce. Został zlikwidowany w 1966 roku.